# 450. pr. n. št.
450. pr. n. št. je peto desetletje v 5. stoletju pr. n. št. med letoma 459 pr. n. št. in 450 pr. n. št.. 